# Gerechtshof Leeuwarden

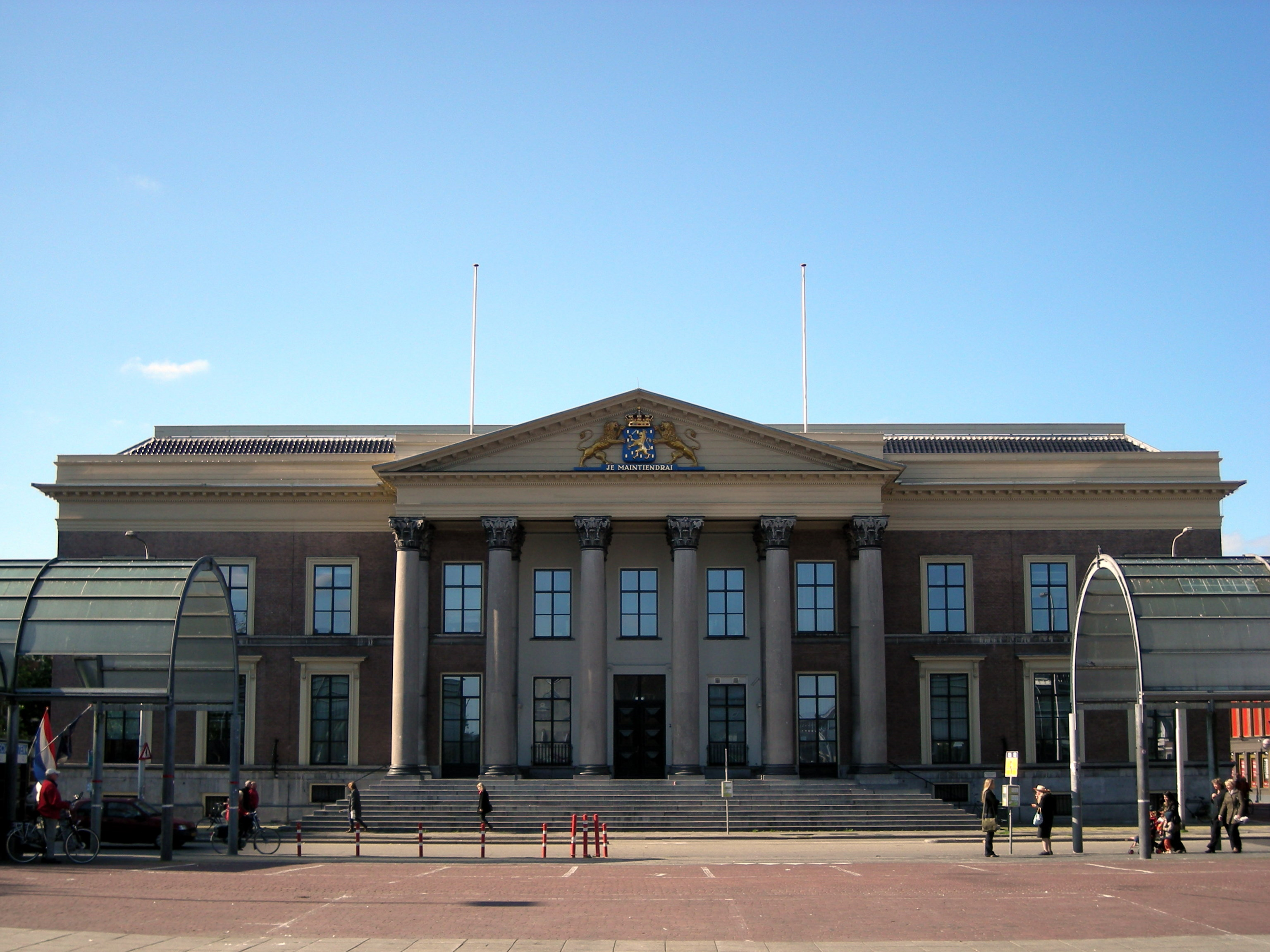
Paleis van Justitie in Leeuwarden

Het Gerechtshof Leeuwarden was tot 2013 het hof voor de drie noordelijke provincies van Nederland. Formeel omvat het rechtsgebied van het hof de arrondissementen Groningen, Leeuwarden en Assen. Het Hof  functioneerde tevens als nevenvestiging van het Gerechtshof Arnhem. Deze situatie werd in 2013 gevolgd door een fusie van beide hoven tot het nieuwe Gerechtshof Arnhem-Leeuwarden dat qua oppervlak vrijwel de helft van Nederland omvat. Voor de zogenaamde Mulderzaken had het Leeuwarder hof een landelijke functie.
Het hof was gevestigd in het Paleis van Justitie aan het Zaailand in Leeuwarden.

## Geschiedenis
De huidige gerechtshoven gaan terug tot de invoering van de wet op de rechterlijke organisatie in 1838. In Friesland kwamen toen drie rechtbanken (in Leeuwarden, Sneek en Heerenveen) met daarboven een provinciaal gerechtshof in Leeuwarden. Op 1 januari 1876 werden de provinciale hoven afgeschaft en ontstonden de vijf  ressorten. Leeuwarden wordt dan gekozen als vestigingsplaats voor het hof voor de drie noordelijke provincies.